# 공주 송산리 6호분

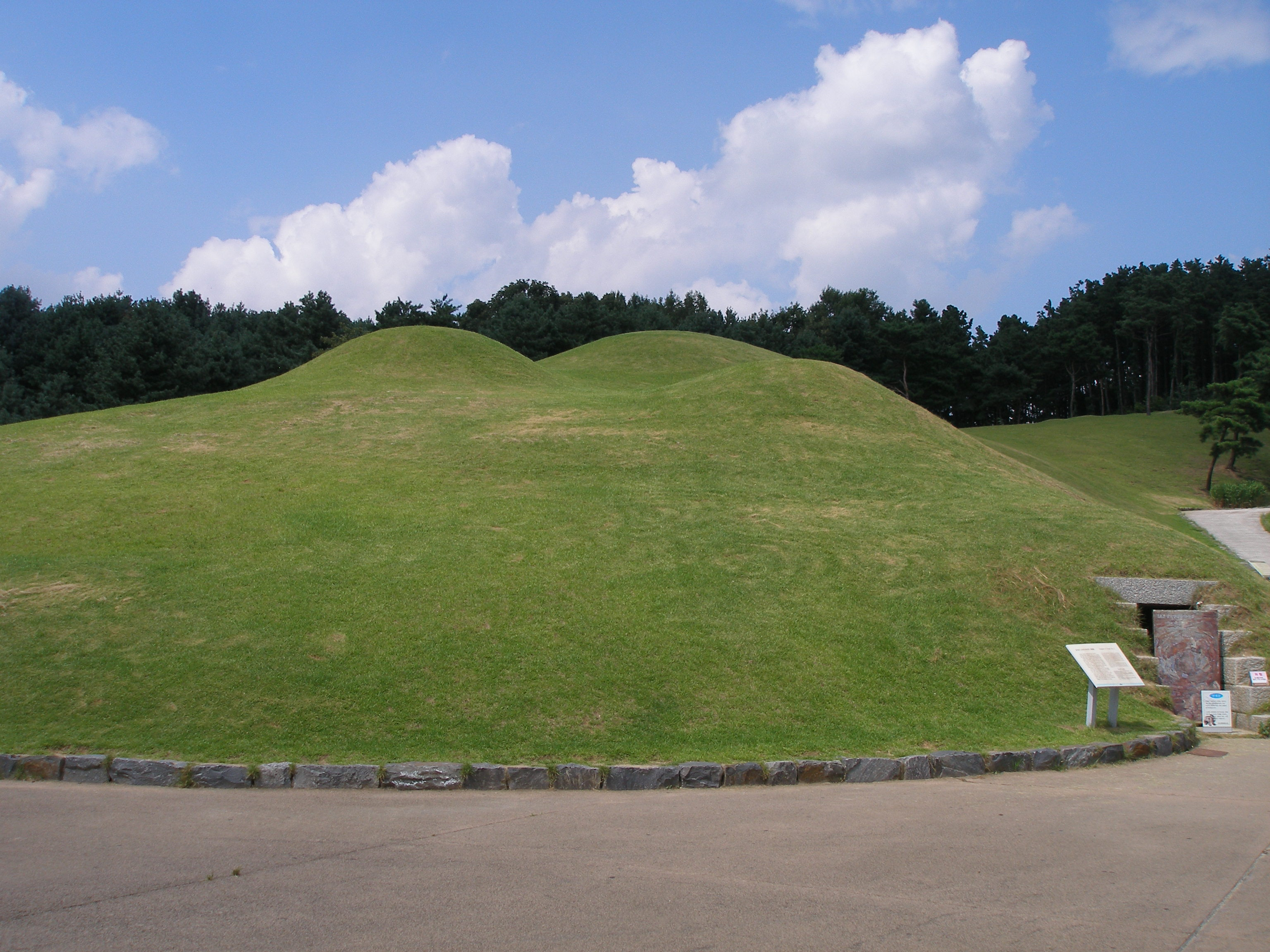
5호분과 무령왕릉 다음이 6호분

공주 송산리 6호분(公州 宋山里 一號墳)은 대한민국 충청남도 공주시 금성동 송산리에 있는, 백제 고분 중대에 속하는 벽화전축분(壁畵塼築墳)이다. 《공주 송산리 고분군》의 하나이다. 동성왕, 순타태자의 무덤으로 추정된다.

## 위치 및 구조
벽돌을 사용했다는 점과 현실의 구조가 중국 화남(華南) 지방의 남조시대 전축분의 양식을 그대로 답습한 특이한 묘제라는 점이 주목된다. 석실분과 마찬가지로 남면한 구릉의 경사지대에 있으며 평면은 장방형이고 남쪽 벽의 중앙에 연문이 뚫렸으며 연도 바닥에는 배수구가 있다. 벽과 천장은 모두 크기 32×14×15cm 정도의 무늬벽돌(文樣塼)을 5-6열(列)씩 가로로 퇴적하고 그 위에 한 열을 세로로 쌓고 다시 같은 방법으로 반복하여 퇴적하는 축법(築法)을 써서 쌓았는데 천장궁륭의 축성을 위해 미리 밑이 넓고 위가 좁은 벽돌을 만들어 쓰고 있다. 남북의 짧은 양벽은 수직으로 되었으나 동서의 긴 벽은 천장 부근에서 기차 터널처럼 안으로 좁혀져 아치형 천장을 이룬다. 네 벽의 일부는 토벽으로 하여 그 위에 사신(四神)의 벽화를 장식했고 따로 광배형(光背形)의 감(龕)을 두고 있다.

### 무령왕릉과의 비교
6호분은 전체적으로 무령왕릉과 유사한 점이 많으나, 다음과 같은 차이점들이 존재한다:
- 묘실과 연도 바닥의 단차 없음: 무령왕릉이 약 50cm의 단차를 가지는 것과 달리 6호분은 바닥이 평면적으로 연결되어 있다.
- 등감과 가창 구조 차이: 무령왕릉의 등감 위에 가짜 창 구조가 있는 것과 달리, 6호분은 불감(佛龕)으로 해석될 수 있는 구조를 보인다.
- 묘실 내부 크기: 무령왕릉보다 묘실 길이가 정확히 50cm 작아 당대 도량형이 25cm 기준이라고 추정되기도 한다.
- 연도 길이와 방향: 연도 구조가 무령왕릉보다 짧고 단순하며, 연도 입구 역시 일부 차이를 보인다.

이러한 구조적 차이는 두 고분이 동일한 기술자나 집단에 의해 축조되었으나, 목적과 시기에 따라 계획이 달랐음을 시사한다.

## 발굴
1932년 공주고보 한문교사로 재직한 일본인 가루베 지온(輕部慈恩)이 무단도굴하였다. 가루베 지온은 이 무덤을 발견후 도굴하고 총독부에는 이미 도굴된 무덤이라 아무것도 출토되지않았다고 하였으나 이것은 거짓말이었다. 실제로 가루베 지온이 자기의 공주고보 부임시절 제자한테 6호분 내부를 찍은 사진을 보냈는데 그 중 하나의 사진에 유물로 보이는 물체가 찍혀있다. 그리고 10번사진은 아예 보내지도 않았는데 그 사진에는 매우 중요한 유물이 찍혔다고 추정할 수 있다. 그리고 6호분을 나중에 재조사 할때는 무덤안에서 아무것도 발견되지 않았는데 이는 무덤을 도굴하고 빗자루로 깨끗이 쓸었다는 것도 알 수 있다. 그 이전에 도굴된 무덤들이 토기조각이나 금제조각, 금동제파편이라던가 소량의 부장품이라도 남아있던 것에 비하면 너무 깨끗했다. 이는 그가 무덤을 매우 치밀하게 도굴했음을 입증한다. 이 무덤이 일제강점기때 처음 발견되었을 때 처녀분이었다는 이야기도 있다. 또한 가루베지온이 6호분을 도굴하여 20만원을 벌었다는 이야기가있다. 이것이 사실이라면 6호분은 최초발견시 처녀분이었을 가능성이 매우높다. 하지만 이것 또한 가루베 지온이 도굴하여 그 사실은 알 수 없다.

## 현지 안내문
1932년에 우연히 발견된 것으로, 무령왕릉과 더불어 벽돌로 축조된 벽돌무덤이다. 동쪽에는 5호분, 서쪽에는 29호분이 자리하고 있다.
지하로 토광을 파고 그 안에 벽돌로 묘실을 만들었는데, 크기는 남북 길이 370cm, 동서 너비 224cm다. 벽면에는 등잔을 올려 놓았던 등감이 마련되어 있으며, 등감 위쪽에는 마치 창문처럼 꾸민 시설물도 있다. 동서남북의 네 벽면에는 청룡·백호,·주작·현무와 같은 사신도가 그려져 있으며, 벽돌 중에 "梁官瓦爲師矣(양관와위사의; 중국 양나라의 벽돌을 모방하여 만들었다)"라고 새겨진 명문이 있는 것으로 보아 중국 양나라의 영향을 많이 받았음을 알 수 있다.
목관을 올려 놓았던 관대가 하나만 남아 있는 것으로 보아 한 사람만 묻혔던 것으로 추정된다. 또한 무령왕릉과 매우 똑같은 벽돌무덤이어서 무령왕과 매우 밀접한 인물이 피장자였을것으로 추측한다.

## 같이 보기
- 공주 송산리 고분군